# Golpe de Estado en Argentina de 1930
El golpe de Estado en Argentina de 1930, derrocó al presidente constitucional Hipólito Yrigoyen, al Congreso Nacional y a doce de los catorce gobiernos provinciales (no fueron derrocados los gobiernos de San Luis y  Entre Ríos), dando inicio al periodo conocido como «Década Infame» (1930-1943). Los miembros de la Corte Suprema (José Figueroa Alcorta, Roberto Repetto, Ricardo Lavalle y Antonio Sagarna) y el procurador general (Horacio Rodríguez Larreta), permanecieron en sus cargos y avalaron el golpe mediante la doctrina de los gobiernos de facto. El golpe de Estado fue ejecutado por un grupo de militares y civiles encabezados por el teniente general José Félix Uriburu, quien estableció una dictadura, con apoyo de influyentes grupos políticos, empresariales y mediáticos. 
El golpe de 1930 fue el primero de una serie de golpes de Estado cívico-militares que interrumpieron los mandatos constitucionales hasta 1983, luego de que en 1912 se sancionara el sufragio secreto y obligatorio para varones.

## Antecedentes

### Posición de los radicales
Hasta la aprobación de la Ley Sáenz Peña, la Unión Cívica Radical desarrolló una serie de acciones insurreccionales como la Revolución de 1890 y la Revolución radical de 1905, en la que junto a los militantes radicales participaron militares de carrera, siendo estos últimos jóvenes oficiales que habían pasado por la etapa de cadetes formados en una disciplina de obediencia a la prusiana.  
En la rebelión que estalló el 4 de febrero de 1905, que llevó a la captura del vicepresidente y que estuvo a punto de triunfar, también participó una parte del ejército en unión con los sublevados civiles. En la concepción de Yrigoyen, los gobiernos del “régimen” eran ilegítimos y rechazaba el propósito del gobierno y del Estado Mayor de profesionalizar en forma estricta la institución, y para él, el militar era, ante todo, un ciudadano que tenía el sagrado deber de “ejercitar el supremo recurso de la protesta armada”, como rezaba el manifiesto del 4 de febrero. En conclusión, los radicales consideraban que los militares debían estar sometidos a los civiles, pero solamente a los que defendían, desde el gobierno o desde la oposición, al ideal democrático.
Con el fracaso del golpe de Estado de 1905, muchos militares perdieron sus carreras. No obstante, Yrigoyen seguía confiando en las fuerzas armadas al punto que convino con el gobierno en que de ellas dependiera el padrón electoral, e incluso pidió a éste que fuesen las mismas las que garantizaran la elección del gobernador de Santa Fe en 1912.

### La elección de Yrigoyen como presidente
El 12 de octubre de 1916, Yrigoyen asumió la presidencia de la Nación. La oposición gobernaba diez de las catorce provincias, y tenía mayoría en la cámara de Senadores y en la de Diputados. La falta de audacia e imaginación política de Yrigoyen, cualidades que se hicieron más necesarias en el período de gran efervescencia social que le tocó gobernar, originaron en las clases adineradas y en amplios sectores del ejército una reputación de demagogo partidario de los trabajadores.

## Contexto económico
Desde el final de la Primera Guerra Mundial, la posición del Reino Unido como potencia hegemónica en el campo de la economía mundial fue declinando, al mismo tiempo que era paulatinamente reemplazada por los Estados Unidos como centro económico y financiero. Respecto de Argentina, los productos industriales estadounidenses se adaptaban mejor a sus necesidades, pero los Estados Unidos eran, al mismo tiempo, su competidor en la producción agrícola y además iban incrementando sus medidas proteccionistas. De esta forma, el Reino Unido era su principal cliente para las exportaciones agropecuarias y la fuente de las libras esterlinas que, una vez convertidas, pagaban las importaciones de productos estadounidenses. 
Los salarios reales disminuían desde 1914, el armisticio ocasionó la caída de los precios internacionales de los alimentos que el país exportaba, el número e intensidad de los conflictos obreros se incrementó al punto que la cantidad récords de días perdidos por huelgas en 1920 no fue igualado en las dos décadas posteriores. Si por una parte Yrigoyen mantuvo las leyes represivas de residencia y de seguridad social y en ocasiones utilizó fuerzas de la policía, la marina y el ejército para combatir huelgas, por la otra contribuyó, más por sus actitudes que por su política social, a afianzar en aquellos sectores descontentos de la burguesía y las fuerzas armadas la imagen de un demagogo que buscaba el apoyo de las clases “bajas”.
Entre 1922 y 1927 hubo una cierta bonanza económica en el país, que se comenzó a revertir a partir de 1928. Menos exportaciones, más gastos del Estado, menor tasa de interés, mayor salida de capitales ocasionaron un deterioro del valor de la moneda nacional que obligó a Yrigoyen a interrumpir en 1929 la convertibilidad del peso argentino. Esta medida significaba que el Estado no estaba más obligado a canjear pesos por el oro que le servía de respaldo. A invitación del gobierno llegó una misión comercial británica a la Argentina que llegó a un acuerdo que es un antecedente valioso del pacto Roca-Runciman: Argentina se comprometía comprar durante dos años los materiales e insumos para los ferrocarriles del Estado en el Reino Unido y este se obligaba a seguir las compras normales de carnes argentinas.

## Enfrentamiento político
La Unión Cívica Radical asumía una forma de “religión cívica” y se identificaba a sí misma como una “causa” providencial y mesiánica que se oponía a “la oligarquía”  que había gobernado hasta entonces. Se erguía como representante del “pueblo” o de “la nación”, un conjunto de ciudadanos con límites imprecisos, apoyada en la creencia imperante en grandes sectores de la población en la vigencia –real o imaginada- en los principios de la movilidad social y de las posibilidades de progreso individual.
Yrigoyen era la expresión máxima de esa ya había sabido despertar en la campaña electoral de 1928 una gran expectativa acerca de lo que podía realizar.
Los gobiernos de Yrigoyen y de Alvear fueron, junto con el de Urquiza, los que hasta 1930 más utilizaron la vía de la intervención federal (19 ocasiones). Todas las provincias –salvo Santa Fe- fueron intervenidas por lo menos una vez (algunas hasta 3 veces) durante el primer gobierno de Yrigoyen, lo cual “no deja de ser una paradoja: la principal fuerza propulsora de la democratización política apeló a una práctica institucional que, de hecho, ocluía la posibilidad de afirmar y profundizar la democracia…Por añadidura, cuando el radicalismo tuvo el control del Parlamento, básicamente el de la Cámara de Diputados, no vaciló en aplicar la ‘tiranía del número’ para rechazar los diplomas de legisladores representantes de la oposición e incluso cuando procedían de escisiones del tronco partidario, como en los casos de los elegidos por las producidas en Mendoza (lencinismo) y en San Juan (cantonismo).”

## Segunda presidencia de Yrigoyen
En las elecciones de 1928 la UCR obtuvo el 61.68 % de los votos. El 12 de junio de 1928 se reunieron los colegios electorales y eligieron como Presidente de la Nación a Hipólito Yrigoyen y como Vicepresidente a Francisco Beiró, pero el fallecimiento de este último ocurrido el 22 de julio de ese año planteó una situación institucional inédita ante la cual se reunieron nuevamente los colegios el 6 de agosto y eligieron Vicepresidente a Enrique Martínez, quien había asumido el cargo de gobernador de la provincia de Córdoba el 17 de mayo de 1928, por lo que renunció a la gobernación. El día 12 del mismo mes la Asamblea Legislativa proclamó los resultados: 245 electores para Yrigoyen, 71 para Melo, 3 para Matienzo y 57 en blanco o anulados.
Los inicios de la crisis económica que desembocó luego en el crack de 1929 afectaron la economía argentina ocasionando un aumento de la inflación, una baja en el poder adquisitivo de los salarios y un menor gasto público y si bien no hubo una situación de conflicto social intenso como durante el primer mandato de Yrigoyen, decayó acentuadamente la adhesión al presidente. En un escenario político en el que tanto el oficialismo como la oposición tendían a construir identidades totalizantes deslegitimadoras del adversario, la crisis vino acompañada de una creciente tensión.
Entre 1928 y 1930 el gobierno trató de obtener más senadurías mediante métodos que incluyeron discutibles intervenciones federales a las provincias de Corrientes, Mendoza, San Juan y Santa Fe. Fue subiendo un clima de violencia comenzando por proclamas como la del antipersonalismo entrerriano que clamaba por un nuevo Urquiza capaz de derrocar al tirano Rosas y continuando con manifestaciones en las calles e incluso actos todavía más graves como el asesinato de Carlos Washington Lencinas en diciembre de 1929 –hecho por el que los lencinistas imputaron a Yrigoyen- o el frustrado intento contra el Presidente que si bien fue ejecutado por un militante anarquista solitario fue atribuido desde el personalismo a los opositores. Durante las elecciones legislativas nacionales llevadas a cabo en marzo de 1930 tanto en la campaña electoral como los propios comicios hubo enfrentamientos armados con saldo de muertos, presiones policiales y maniobras de fraude. En las provincias de San Juan y Mendoza los interventores federales actuaron desembozadamente para obtener resultados favorables, en Córdoba la policía detuvo a fiscales opositores y después se denunció la presencia de urnas abiertas. La UCR en su conjunto no hizo una mala elección pero tuvo mucho impacto que en la ciudad de Buenos Aires triunfara el Partido Socialista Independiente, el Partido Socialista obtuviera el segundo lugar y los radicales salieran terceros.
En las sesiones preparatorias de la Cámara de Diputados la UCR impugnó los diplomas de los que habían sido elegidos por la minoría en las provincias de Mendoza y de San Juan, lo que provocó un debate político que ocupa casi todo el período legislativo de ese año, por lo que el Poder Ejecutivo recién en agosto pudo convocar a sesiones ordinarias.
Después de la elección, Yrigoyen tenía partidarios en la mayoría de las gobernaciones provinciales y mayoría propia en la Cámara de Diputados. La Cámara de Senadores, en la que la oposición era mayoría, se convirtió en un obstáculo clave para las medidas propuestas por un Poder Ejecutivo que no pudo o no supo encontrar los medios para contrarrestar la declinación económica.

## Crisis interna
El deterioro de la salud del presidente aceleró e incentivó las apenas disimuladas disputas entre colaboradores cercanos al mismo que pugnaban por su herencia política. Al mismo tiempo que eran conocidas las actividades conspirativas de civiles y militares que sin disimulo tenían reuniones, por ejemplo en la sede del diario Crítica o en la casa del general José Félix Uriburu, en el gabinete se configuraron dos tendencias: la encabezada por el ministro de Guerra general Luis Dellepiane, partidario de utilizar los recursos del Estado, incluida la fuerza, para desbaratar la conspiración, y la otra integrada, entre otros, por el vicepresidente Enrique Martínez, el ministro del Interior Elpidio González y el ministro de Relaciones Exteriores Horacio Oyhanarte, que quitaba importancia a esos hechos y consideraba preferible no irritar los ánimos. Yrigoyen, enfermo y recluido en su casa, fue convencido para adoptar esta segunda opción y el 3 de septiembre se conoció la renuncia de Dellepiane producida después que el ministro González desautorizara su orden de detención contra varios supuestos conspiradores.

## La conspiración
Durante la primera presidencia de Yrigoyen las fuerzas políticas conservadoras no pudieron construir un partido que pudiera pelear electoralmente. Cuando pensaban que luego de la presidencia de Marcelo Torcuato de Alvear podrían impedir el retorno de Yrigoyen fomentando disidencias en la Unión Cívica Radical, la elección de 1928 les convenció de intentar el acceso al poder mediante otros medios. Agustín Pedro Justo, exministro de Guerra de Alvear, y los jefes que le eran adictos empezaron a conspirar esperando el desgaste del gobierno. A mediados de 1930 tomó contacto mediante intermediarios con el exdiputado conservador general José Félix Uriburu y un grupo de jóvenes deslumbrados por Mussolini,[cita requerida] entre los que se encontraba Juan Domingo Perón que también estaban conspirando.
El objetivo de los dos movimientos era distinto ya que Justo se proponía desplazar a Yrigoyen y llegar a la presidencia con un frente de radicales antipersonalistas, conservadores y socialistas independientes,[cita requerida] en tanto Uriburu pretendía reformar la Constitución para establecer un Estado corporativo, con voto calificado y con un sistema de gobierno jerarquizado y autoritario; sin embargo, Justo aceptó la utopía de Uriburu sabedor de su poca habilidad política y obtuvo que se modificara la proclama para no asustar con sus sueños fascistas.
A fines de agosto la revolución en preparación se discutía abiertamente. El jurista y el político socialista Nicolás Repetto hicieron llamados infructuosos a la cordura [cita requerida]y sólo faltaba una chispa para completar la etapa prerrevolucionaria.
El 29 de agosto en carteles aparecidos en las paredes de Buenos Aires la Liga Patriótica Argentina exigía la renuncia de Yrigoyen. Al día siguiente otros carteles, esta vez firmados como "Juventud Universitaria" exigían explicaciones al presidente sobre supuestas "alarmantes actividades bélicas". El 3 de septiembre se conoció la renuncia de Dellepiane, hubo algunas manifestaciones estudiantiles sin muchos concurrentes y el diario Crítica saca un titular a toda página: "La situación del país es una bomba que no tardará en estallar". El día 4 se repiten las manifestaciones, hubo un tiroteo frente a la Casa Rosada y muere un joven que se convierte en boca de los adversarios del gobierno en el "estudiante asesinado", o sea el mártir que les permite hablar de la "sangre derramada".
Yrigoyen, enfermo de gripe, el 5 de agosto delegó el cargo en el vicepresidente Martínez, quien suspende las elecciones en Mendoza y San Juan. El mismo día el brazo derecho del general Justo, el coronel Bartolomé Descalzo, se reunió con Uriburu para coordinar el papel de los civiles y este acepta que concurran a los cuarteles para procurar persuadir a los militares de unirse a la revolución.

## La prensa crítica de Yrigoyen
El diario Crítica, muy crítico de Yrigoyen, apoyó el golpe de Estado que lo derrocó pero a partir de 1931 comenzó a distanciarse de los sectores militares y permaneció clausurado durante los dos años siguientes.
La Nueva República, que tenía como subtítulo Órgano del Nacionalismo Argentino fue un periódico de orientación nacionalista que apareció en Argentina del 1 de diciembre de 1927 al 5 de marzo de 1929, y del 18 de junio de 1930 al 10 de noviembre de 1931. Tuvo como modelo a L'Action française ( Acción Francesa) , un periódico de combate de carácter polémico publicado en Francia. El director de la publicación fue Rodolfo Irazusta, primo de Uriburu. En sus páginas denunciaba que en la sociedad argentina había una profunda crisis de orden espiritual originada por las ideologías nacidas a partir de la Revolución Francesa que se habían difundido en las décadas anteriores, sobre todo en las clases dirigentes y en la universidad, que habían producido el desconocimiento de las jerarquías. Atacaba el sufragio universal, la ley 1420, la Reforma Universitaria y a los partidos avanzados y alentaba a organizar la “contrarrevolución” y recuperar el Orden. Sus modelos preferidos eran la España del general Primo de Rivera y la Italia de Benito Mussolini.
Los periódicos La Mañana (1911-1919) y su continuadora La Fronda, ambos fundados por Francisco Uriburu (hijo), quien era primo del general Uriburu, fueron, desde una posición conservadora, firmes partidarios de la Ley Sáenz Peña. Sostenían la necesidad de que existieran partidos políticos estables y permanentes, de alcance nacional, con programas que expresaran sus postulados ideológicos y ofrecieran juicios concretos, partidos programáticos –conocidos en la época como «partidos de ideas» o «partidos orgánicos»– que debían reemplazar con mecanismos internos democráticos de deliberación y decisión, a la política gestionada por los círculos de notables y contaminada de personalismo y caudillismo.
El yrigoyenismo no sólo era censurado por Francisco Uriburu por falta de plataforma electoral sino también por su apelación a las facetas emotivas e irracionales de los votantes y su pretensión de fundar una «religión cívica» en torno del caudillo carismático que lideraba al partido; en realidad esta indefinición programática era para Yrigoyen la esencia misma de su movimiento dado que identificaba a la Unión Cívica Radical con la nación misma y una plataforma precisa habría significado inclinarse por un interés particular en detrimento del interés nacional. El triunfo de Yrigoyen en 1916 no hizo variar la convicción de Francisco Uriburu en la perfectibilidad del sistema democrático a lograrse con la educación política del pueblo elector por parte de los «partidos de ideas» y a la práctica continuada del sufragio.
La elección de 1928 marcó el inicio de un cambio drástico en la orientación ideológica de La Fronda que se refleja en sus páginas a partir del año siguiente, cuando proclamó que para la oposición «el camino de las urnas ha quedado clausurado para siempre». Dejó atrás su valorización del sistema democrático basado en el sufragio universal y abandonó la convicción de que dentro del régimen imperante hubiera medidas –como la que había impulsado de creación de un partido representativo de la derecha e, incluso, el apartamiento de Yrigoyen de la presidencia- que pudieran solucionar el problema político ya que veía una “máquina de corrupción creada por él en largos años de acción demagógica” que sólo una transformación de régimen podía remover.
Este viraje parecería asociado a la recepción en el diario de las ideas contrarrevolucionarias y, en especial, del ideario maurrasiano.
El diario fue evolucionando cada vez más hacia posturas de la extrema derecha. Fue así que dio su pleno apoyo al golpe de Estado del 6 de septiembre de 1930 que encabezado por el general José Félix Uriburu derrocó al gobierno de Yrigoyen.
La revista Criterio, una publicación de Argentina cuyo primer número apareció el 8 de marzo de 1928 con la dirección del abogado, político y periodista Atilio Dell'Oro Maini seguía en sus primeros años una orientación nacionalista y de la oposición al liberalismo y al comunismo.
Escribieron allí Tomás D. Casares, César Pico, Ernesto Palacio, Manuel Gálvez, Julio Irazusta, Julio Meinvielle y J. A. Atwell de Veyga, entre otras figuras del nacionalismo, y si bien desde sus páginas se elogió a La Nueva República “por su sano nacionalismo” y su aporte a “la transformación de la atmósfera liberal-democrática que nos rodea”, los comentarios políticos eran más moderados que los de otras publicaciones.
En enero de 1929, durante la segunda presidencia de Hipólito Yrigoyen, Roberto Arlt publicó en el diario El Mundo, un artículo titulado "Su Majestad, la coima", donde escribe:

La coima es la polilla que roe el mecanismo de nuestra administración, la rémora que detiene la marcha de la nave del Estado (y esta vez es cierto el mito de la rémora y la macana de la nave del Estado), la coima es el aceite lustral conque cuanto bicho inspector y subinspector que vagabundea por ahí, lubrifica sus articulaciones y engorda su estómago; la coima es la madre de muchos bienestares, el alma de numerosas prosperidades, el ángel tutelar de los que venden aserrín por harina, achicoria por café, pan quemado por chocolate, mármol molido por azúcar, la coima es la diosa protectora de todos los tahúres que pululan en nuestra tierra, de todos los comisarios que entran flacos y salen gordos, de todos los magistrados que se taponan los oídos para no escuchar los alaridos de la justicia, ¿qué no es la coima, la enorme, la nutritiva coima? Donde se clave la vista, allí está: invisible, segura, efectiva, certera. La coima es la que moviliza los escritos en un juzgado; la coima es la que arranca un certificado de buena conducta para un específico fascineroso, la coima es la que le da ciudadanía de honestidad a un granuja cien veces más ladrón que el ladró Gesta; la coima es la que ablanda y humaniza al inspector personudo, al abogado recio, al escribano melifluo, al oficial de justicia inexorable, al médico talentudo. La coima, invisible, penetrante, ardua e infalible, penetra por todas partes y compra al grande, al cogotudo y al severo como al pequeño, al modesto y al humilde que se conforma y transige con tal que le den para un café con leche.
Roberto Arlt

## Los jefes conspiradores

### José Félix Uriburu
José Félix Uriburu ( 1868 - 1932 ), perteneciente a una familia de posición social y económica prominente, inició su carrera militar en 1885 ingresando como cadete en el Colegio Militar de la Nación. Con el grado de subteniente era uno de los jefes de la Logia de los 33 Oficiales que participó en la organización de la Revolución del Parque en 1890.  En 1907 fue nombrado director de la Escuela Superior de Guerra y luego de un viaje de estudios de tres años en  Alemania ascendió a general de división. En 1922 fue designado inspector general del ejército, por el presidente Marcelo T. de Alvear e integró el Consejo Supremo de Guerra desde 1926 hasta que Yrigoyen lo hizo retirar por haber alcanzando la edad reglamentaria.

### Agustín Pedro Justo
Agustín Pedro Justo (1876 - 1943), hijo de un exgobernador de la provincia de Corrientes, inició su carrera militar a los 11 años al ingresar en el Colegio Militar de la Nación. Todavía cadete, integró la columna de los sublevados en la Revolución del Parque y fue arrestado. Retomó su carrera al ser amnistiado y, paralelamente, estudió ingeniería civil en la Universidad de Buenos Aires. Fue profesor en varios institutos militares y, a partir de 1915, director del Colegio Militar, cargo que conservó durante 7 años y desde donde amplió la currícula del colegio y promovió la formación del cuerpo docente.
De orientación política afín al radicalismo antipersonalista, opuesto al sector partidario de Hipólito Yrigoyen, tuvo buena relación con el presidente Alvear, que en 1922, cuando tenía el grado de coronel, lo nombró Ministro de Guerra; desde esa posición promovió el incremento del presupuesto de defensa para adquirir equipos y mejorar las instalaciones del Ejército –entre 1922 y 1927 el presupuesto militar sube a más del doble-, y procuró la reorganización de la estructura de las fuerzas armadas. Pidió que el ministro del Interior restringiera el envío de militares en caso de intervención federal a las provincias e impulsó dos decretos prohibiendo a los militares intervenir en política.
Durante su ministerio el gobierno encaró una modernización de armamento y una fuerte política industrialista respondiendo a la preocupación de los militares por librarse de la dependencia de otros países en aprovisionamientos que consideraban vitales para la defensa nacional. Justo ascendió a general de brigada en 1923 y a general de división en 1927.

## Operaciones militares rebeldes
En la madrugada del 6 de septiembre un grupo de unos cincuenta civiles entre los que se encuentran diputados conservadores y dirigentes del Partido Socialista Independiente, concurre al cuartel de Campo de Mayo, el mayor acantonamiento militar del país,  para incitar a los militares a salir a la calle. No obtienen resultado porque el jefe de la Escuela de Infantería coronel Álvarez, comandante del mismo, se declara legalista, y solo un escuadrón de caballería sale subrepticiamente para marchar hacia Buenos Aires. En la capital, la 1° división de Ejército responde al gobierno, al igual que la Policía, en tanto la Marina está expectante. 
Uriburu se instala entonces en el Colegio Militar de la Nación, cuyo director el coronel Reynols es enterado del movimiento militar recién el día anterior,  y consigue a media mañana formar una columna con unos pocos efectivos y algunos centenares de cadetes y marcha hacia Buenos Aires. Entre los tenientes que aceptaron con entusiasmo participar del golpe de Estado se encuentran José María Sosa Molina. [Federico Toranzo Montero]]. A estos efectivos se sumó un destacamento de la Escuela de Comunicaciones de la Base de El Palomar con unos 800 hombres de tropas y civiles armados que se van incorporando durante la marcha hacia la Capital Federal. 
Yrigoyen]] en 1929 es asesinado el opositor Carlos Washington Lencinas gobernador de Mendoza, siendo senador nacional electo, en circunstancias no aclaradas, cuyo crimen se atribuye al grupo paramilitar Klan Radical, fuerza de choque de una fracción de la UCR. el Clan Radical era un grupo de choque del gobierno para perseguir a los disidentes políticos. Conforme pasaban los años los opositores y la prensa acusó al gobierno radical de una deriva autoritaria, intervino la provincia de Buenos Aires por decreto del 24 de abril de 1917, la provincia de Corrientes por decreto del 23 de noviembre de 1917, la provincia de Mendoza por decreto del 24 de noviembre de 1917, la provincia de Córdoba por decreto, la provincia de La Rioja y la provincia de Santa Fe en diciembre; colocando en cada una de ellas a interventores radicales. Todas las intervenciones de su mandato fueron hechas por decreto, sin autorización del Senado.[3] Los gobiernos de Yrigoyen utilizaron la vía de la intervención federal (19 ocasiones). Todas las provincias —salvo Santa Fe— fueron intervenidas por lo menos una vez (algunas hasta 3 veces) durante el primer gobierno de Yrigoyen, la Cámara de Diputados en manos de seguidores de Yrigoyen votó para rechazar los diplomas de legisladores representantes de la oposición e incluso cuando procedían de escisiones del tronco partidario, como en los casos de los elegidos por las producidas en Mendoza y en San Juan, que abandonaron el bloque oficialista debido a la "deriva autoritaria del presidente". Durante la campaña presidencial de 1928, el diario yrigoyenista La Época se refería a los opositores (los antipersonalistas) como “traidores”. El senador yrigoyenista por Santa Fe, Armando Antille, propuso que las cabezas de los antipersonalistas, opositores a Yrigoyen se clavaran en picas. En este clima sumado a la grave crisis económica en 1930 se produce el primer golpe de Estado de Argentina.

Los cabecillas rebeldes de la Base Aérea Militar de El Palomar serían los capitanes Pedro Castex Lainfor y Claudio Rosales. Y el enlace entre la base y el teniente general José Félix Uriburu sería el Teniente Primero Edmundo Sustaita.
A partir de las 7:40 horas algunos aviones con base en El Palomar sobrevolaron Buenos Aires arrojando volantes llamando a la insurrección y la columna atravesó la ciudad sin encontrar resistencia con excepción de un tiroteo cerca de la Plaza del Congreso que ocasionó dos cadetes muertos y llegó a la Casa Rosada. Yrigoyen, que seguía enfermo, fue llevado a La Plata, donde firmó su renuncia. Con la amenaza de bombardear el Arsenal y el Departamento de Policía sede de la Policía Federal, Uriburu obtuvo que Martínez también firme su renuncia y los nuevos gobernantes se instalaron en la Casa Rosada.

## La actitud del gobierno
El vicepresidente Martínez y el ministro del Interior González no supieron o no quisieron defender al gobierno e, incluso, algunos denuncian una actitud cómplice con los golpistas. El secretario del Concejo Deliberante Atilio Larco relató que el ministro de Marina contralmirante Zurueta había solicitado a Yrigoyen que le adscribiera algunos empleados de investigaciones para vigilar a gente sospechosa. El Presidente lo hizo y la orden del marino fue que vigilaran al Vicepresidente, a los ministros de Interior y de Justicia y al jefe de Policía.
Es posible que dentro de las fuerzas militares leales hubiera quienes pensaran que solo se trataba de obtener la renuncia de Yrigoyen y la actitud del vicepresidente Martínez es congruente con esta tesis ya que el 5 de septiembre comenzó a modificar el gabinete, lo que quedó frustrado con el golpe. El general Severo Toranzo, inspector general del Ejército, afirmó que cuando la columna avanzaba hacia la Capital no pudo mover las tropas ubicadas en la ciudad porque Martínez se negó a nombrarlo como jefe de la defensa.
Ya en la noche del 6 de septiembre los generales leales Toranzo, Enrique Mosconi, Adalid y Martínez aconsejaron a Elpidio González que enviara uno de ellos para hacer saber al vicepresidente que las fuerzas de los cuarteles de Campo de Mayo, Liniers, Arsenal y del interior del país estaban esperando órdenes y a preguntarle si su renuncia había sido auténtica y espontánea u obtenida por la fuerza. Fue el general Mosconi y el doctor Martínez le respondió que su renuncia era espontánea y definitiva, que no quería derramamientos de sangre y pedía que volvieran a su casa.

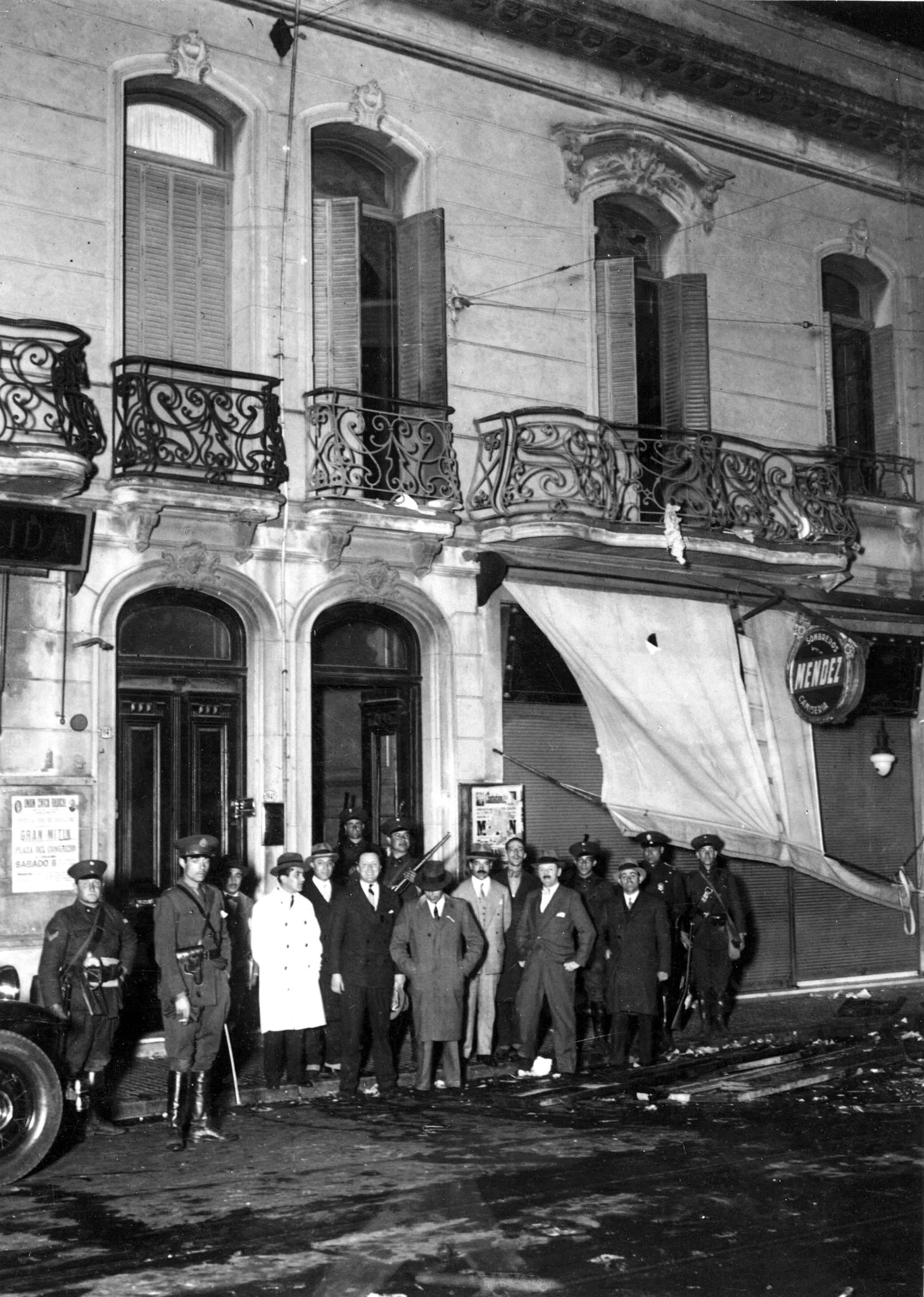
La policía custodia el domicilio particular del depuesto presidente Yrigoyen que había sido saqueado por manifestantes

### El relato de Perón
Juan Domingo Perón relata en detalle su participación en el golpe del 6 de septiembre de 1930 en el libro Tres revoluciones militares. Allí cuenta que en junio de 1930 fue conectado por el mayor Ángel Solari que era un "viejo y querido amigo", quien le dijo sin rodeos: "El general Uriburu está con intenciones de organizar un movimiento armado". A continuación le preguntó a Perón si estaba comprometido con alguien y ante su respuesta negativa le dijo "Entonces contamos con vos" a lo que Perón respondió "Sí, pero es necesario saber antes qué se proponen" (id., pág. 11). Esa misma noche Perón, invitado por Solari, concurrió a una reunión en la que estaban el general Uriburu, su hijo y otros oficiales. Uriburu "habló sobre las cuestiones concernientes a un movimiento armado que debía prepararse juiciosamente" lo que fue aceptado por todos (id). Se trató también sobre la forma de reclutar adherentes e inscribirlos. Cuando, siempre en la misma reunión, Perón propuso "comenzar el trabajo definitivo de la organización y preparación del movimiento" se le contestó que todavía no podía hacerse porque había otros grupos que "si bien tendían como nosotros a derrocar al gobierno, tenían otras ideas sobre las finalidades ulteriores" (id. p. 14). 
Escribe Perón que "desde ese momento traté de convertirme, dentro de esta agrupación, en el encargado de unirla con las otras que pudieran existir y tratar por todos los medios de evitar, que por intereses personales o divergencias en la elección de los medios, se apartara la revolución del 'principio de la masa' tan elementalmente indispensable si se quería llevar a ella a buen término" (id. pág. 15). 
En los días siguientes Perón siguió realizando gestiones para incorporar oficiales al proyecto y el 3 de julio el teniente coronel Álvaro Alsogaray le comunicó que había sido designado para formar parte de la sección "Operaciones" del Estado Mayor revolucionario, del que Alsogaray era jefe. Pero en las semanas siguientes Perón escribe que comenzó a tener serias dudas sobre la capacidad de quienes dirigían el EMR y el 3 de septiembre le comunicó a Alsogaray que por ese motivo se separaba del movimiento, si bien se comprometía a colaborar con el mismo cuando se produjera (pág. 61/3). 
Al día siguiente, y por iniciativa del teniente coronel Bartolomé Descalzo, se hizo una reunión de cinco oficiales ―incluido Perón― que participaban del movimiento y coincidieron en que "lo peor que podía hacerse era entronizar una dictadura militar que sería combatida en absoluto por la nación entera" (id. pág. 65). Por ello, dado que no contaban con apoyo militar suficiente para dar el golpe, "la única salvación era el pueblo y muy especialmente los estudiantes, así como también la Legión de Mayo." De modo que resolvieron poner manos a la obra de inmediato para buscar adherentes entre los oficiales; además aprobaron un programa de gobierno redactado por el teniente coronel Sarobe. 
La víspera del golpe, Perón fue designado ayudante del teniente coronel Descalzo y el 6 de septiembre los dos fueron a la Escuela Superior de Guerra donde aseguraron su adhesión. Luego, fueron al Regimiento de Granaderos a Caballo General San Martín con una columna, arrestaron a su jefe que se negaba a adherirse y lo reemplazaron por otro. Se formó entonces una columna con tropas, en la que Perón iba en un auto blindado armado con cuatro ametralladoras; marcharon sobre la Casa Rosada, la que encontraron invadida por civiles que estaban causando destrozos, por lo que trataron de desalojarlos pacíficamente (id. pág. 80). Durante ese día permaneció en el lugar, resguardando la seguridad hasta que llegaron las tropas restantes; por la noche patrulló las calles de la ciudad de Buenos Aires para prevenir desmanes.

## Las proclamas iniciales
Uriburu le encomendó al poeta Leopoldo Lugones, cuyas ideas políticas habían ido mutando desde el socialismo hasta llegar al fascismo, la redacción de la proclama revolucionaria, pero el borrador no fue aceptado por los conspiradores coronel José María Sarobe y  general Agustín P. Justo. 
Lugones debió entonces modificarla y en el nuevo texto se expresaba:

” […] El gobierno provisorio, inspirado en el bien público y evidenciando los patrióticos sentimientos que lo animan proclama su respeto a la Constitución y a las leyes vigentes y su anhelo de volver cuanto antes a la normalidad, ofreciendo a la opinión pública, las garantías absolutas, a fin de que a la brevedad posible pueda la Nación, encomicios libres, elegir sus nuevos y legítimos representantes. Además, los miembros del gobierno provisorio, contraen ante el país el compromiso de honor de no presentarni aceptar el auspicio de su candidatura a la presidencia de la República. Será también aspiración del gobierno provisorio devolver la tranquilidad a la sociedad argentina, hondamente perturbada por la política de odios, favoritismos y exclusiones, fomentada tenazmente por el régimen depuesto de modo que en las próximas contiendas electorales, predomine el elevado espíritu de concordia y de respeto por las ideas del adversario que son tradicionales a la cultura y a la hidalguía argentinas.El gobierno provisorio interpreta el sentimiento unánime de la masa de opinión que le acompaña al agradecer en esta emergencia a la prensa seria del país, el servicio que ha prestado a la causa de la República, al mantener latente por una propaganda patriótica y bien inspirada el espíritu cívico de la Nación y provocar la reacción popular contra los desmanes de sus gobernantes. Confía que con el mismo acierto sabrá interpretar en el futuro el papel esencial que le deparen los acontecimientos, a fin de encauzar hacia los mismos elevados objetivos los esfuerzos cívicos de la opinión nacional.

El Ejército y la Armada de la Patria, respondiendo al calor unánime del pueblo de la Nación y a los propósitos perentorios que nos impone el deber de argentinos en esta hora solemne para el destino del país, han resuelto levantar su bandera para intimar a los hombres que han traicionado en el gobierno la confianza del pueblo y de la República el abandono inmediato de los cargos, que ya no ejercen para el bien común, sino para el logro de sus apetitos personales. Les notificamos categóricamente que ya no cuentan con el apoyo de las fuerzas armadas, cuyo objetivo primordial es defender el decoro personal, que ellos han comprometido, y que no habrá en nuestras filas un solo hombre que se levante frente a sus camaradas para defender una causa que se ha convertido en vergüenza de la Nación. Les notificamos también que no toleraremos que por maniobras y comunicaciones de última hora pretendan salvar a un gobierno repudiado por la opinión pública, ni mantener en el poder los residuos del conglomerado político que está estrangulando a la República.

## Acordada de la Corte Suprema de Justicia
En forma inmediata a asumir el gobierno, el general Uriburu envió una comunicación a la Corte Suprema de Justicia de la Nación haciéndole saber la constitución de un gobierno provisional para la Nación. El Tribunal resolvió por unanimidad el 10 de septiembre de 1930 acusar recibo de la nota mediante una acordada, que dio origen a la doctrina de los gobiernos de facto. en la cual expresaron:

…que ese gobierno se encuentra en posesión de las fuerzas militares y policiales necesarias para asegurar la paz y el orden de la Nación, y por consiguiente para proteger la libertad, la vida y la propiedad de las personas, y ha declarado, además, en actos públicos, que mantendrá la supremacía de la Constitución y de las leyes fundamentales del país, en el ejercicio del poder….Que esta Corte ha declarado, respecto de los funcionarios de hecho, “que la doctrina constitucional e internacional se uniforma en el sentido de dar validez a sus actos,cualquiera que pueda ser el vicio o deficiencia de sus nombramientos o de su elección,fundándose en razones de policía y de necesidad y con el fin de mantener protegido al público y a los individuos cuyos intereses puedan ser afectados, ya que no les sería posible a estos últimos realizar investigaciones ni discutir la legalidad de las designaciones de funcionarios que se hallan en aparente posesión de sus poderes y funciones…Que el gobierno provisional que acaba de constituirse en el país es, pues, un gobierno de facto cuyo título no puede ser judicialmente discutido con todo éxito por las personas en cuanto ejercita la función administrativa y policial derivada de su posesión dela fuerza …Que ello no obstante, si normalizada la situación, en el desenvolvimiento de la acción del gobierno “de facto”, los funcionarios que lo integran desconocieran las garantías individuales o las de la propiedad u otras de las aseguradas por la Constitución, la Administración de Justicia encargada de hacer cumplir ésta las restablecería en las mismas condiciones y con el mismo alcance que lo habría hecho con el Poder Ejecutivo de derecho.”

Uriburu disolvió el Congreso, declaró el estado de sitio, intervino en todas las provincias gobernadas por el radicalismo y, en rasgos generales, quiso implantar un gobierno similar al fascismo, régimen en el que veía un ejemplo de paz y orden político del cual se podía aprender útiles lecciones.
El 18 de septiembre de 1930, los embajadores de los Estados Unidos e Inglaterra, país en el que había sido agregado militar, hacen saber a Uriburu que las potencias por ellos representadas han reconocido al gobierno provisional.
Aunque públicamente Uriburu declaraba respetar la constitución, personalmente sentía que el país necesitaba retornar al régimen de gobierno conservador, previo a la sanción de la Ley Sáenz Peña, que había establecido el voto secreto para varones (las mujeres recién votaron por primera vez en 1951, al modificarse la ley electoral). En un discurso pronunciado en la Escuela Superior de Guerra, Uriburu expresaba su oposición al sufragio universal con las siguientes palabras:

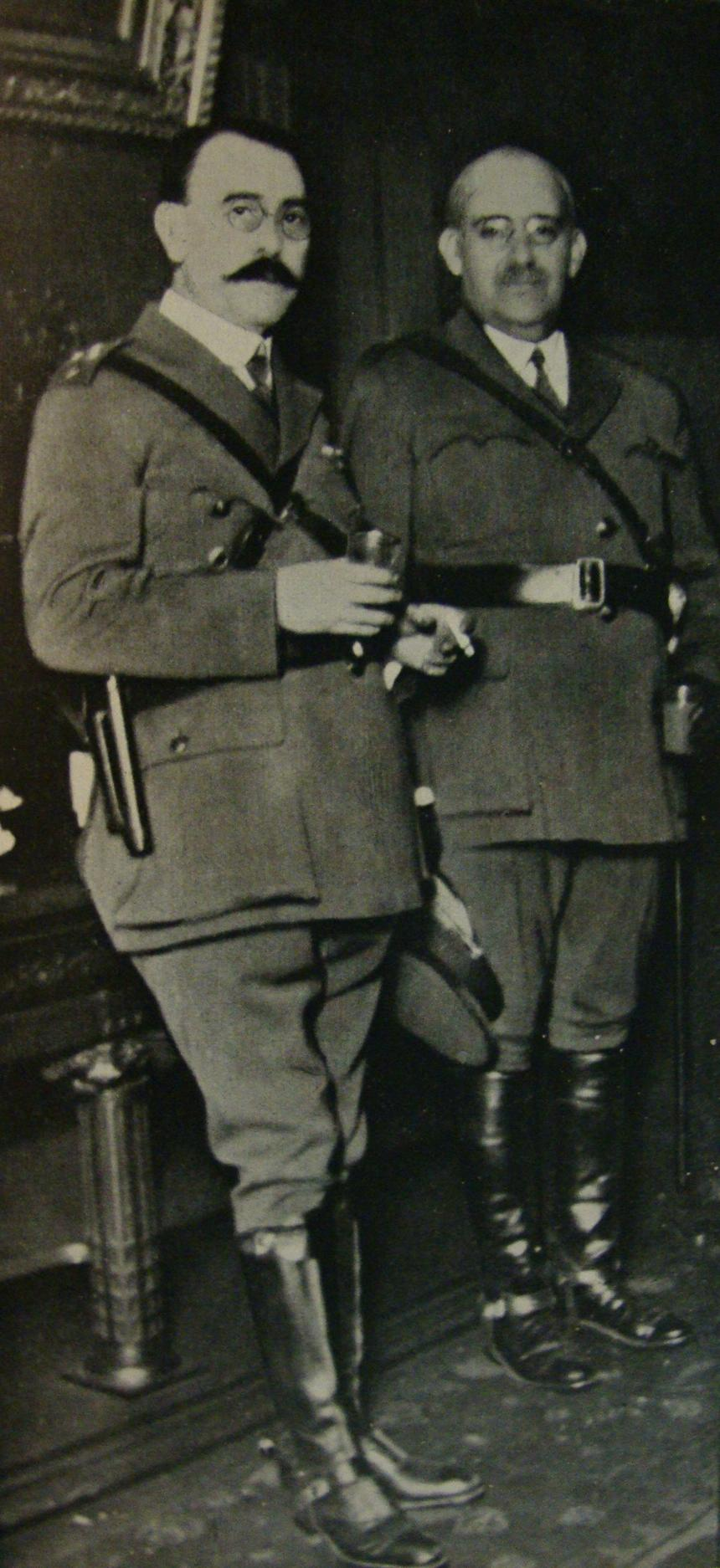
José Félix Uriburu y Agustín Pedro Justo

Debemos tratar de conseguir una autoridad política que sea una realidad para no vivir puramente de teorías... La democracia la definió Aristóteles diciendo que era el gobierno de los más ejercitados por los mejores. La dificultad está justamente en hacer que lo ejerciten los mejores. Eso es difícil que sucede en todo país que, como en el nuestro, hay un sesenta por ciento de analfabetos, de lo que resulta claro y evidente, sin tergiversación posible, que ese sesenta por ciento de analfabetos es el que gobierna al país, porque en elecciones legales ellos son una mayoría.

## Instalación del nuevo gobierno
El general Justo no aceptó ninguna posición en el nuevo gobierno, en el cual se le ofreció ser vicepresidente. En este cargo fue designado Enrique Santamarina, un dirigente del Partido Conservador, quien juró junto a Uriburu el 8 de ese mismo mes. En el gabinete estaban el abogado Matías Sánchez Sorondo (1880 - 1959) como ministro de Interior; Ernesto Mauricio Bosch (1880 - 1959), un diplomático que había desempeñado el mismo cargo en la presidencia de Roque Sáenz Peña, entre 1910 y 1914 en Relaciones Exteriores; Enrique Simón Pérez (1863 - 1946), un abogado que había sido ministro de Hacienda de Roque Sáenz Peña en Hacienda; Ernesto Padilla (1873-1951, un abogado perteneciente a la "Generación del centenario", quien había sido legislador provincial y nacional y gobernador de Tucumán, en Justicia; el general Francisco Medina en Guerra; el almirante Abel Renard en Marina; Horacio Beccar Varela, que entre otros cargos había sido inspector general de sociedades anónimas del Ministerio de Justicia y director de la Caja Nacional de Conversión, en Agricultura; y el ingeniero Octavio Sergio Pico (1867 - 1943) en Obras Públicas.
En el nuevo gobierno el sector nacionalista estaba representado por Carlos Ibarguren, interventor en la Provincia de Córdoba acompañado por Roberto de Laferrere, Arturo Mignaquy, Eduardo Muñiz y Enrique Torino.

## Repercusiones en la sociedad

### En el ámbito universitario
El 7 de septiembre de 1930 Alfredo Palacios renunció a su cargo de decano de la Facultad de Derecho de la Universidad de Buenos Aires que ejercía desde julio de ese año, afirmando que era que “estaba en contra de la Constitución y al espíritu democrático que le inspira y reconocer una Junta impuesta por el ejército”. Se adhirieron a la renuncia los profesores Antonio Cammarota, Jorge de la Torre, Eusebio Gómez y José Peco así como el consejero por los estudiantes en el Consejo Directivo, Mariano Calvento; por el contrario, el Centro de Estudiantes de Derecho manifestó que no se solidarizaba con aquella decisión. Algunos de los profesores que ocuparon cargos en el gobierno militar fueron Atilio Dell'Oro Maini como interventor en la provincia de Corrientes, Pablo Calatayud en la de Catamarca, Ramón Castillo en la de Tucumán, Dimas González Gowland en la de Santiago del Estero, Enrique P. Torino en la de Córdoba y Clodomiro Zavalía en la de Buenos Aires, además del Ministro del Interior, Sánchez Sorondo.

### En el sindicalismo
Antes del 6 de septiembre el dirigente anarquista Diego Abad de Santillán, desde las páginas de La Protesta había declarado que sin hacer la defensa de ningún gobierno pero sí de las libertades y conquistas del pueblo argentino y de los trabajadores denunciaba editorialmente la conspiración militar y alertaba sobre los riesgos que conllevaba para los trabajadores un golpe de Estado.
El 7 de septiembre afirmó:

”Estamos, pues, bajo la dictadura militar…La dictadura es el peor enemigo de los pueblos, del pensamiento humano y en especial del proletariado…. Propiciar el desarme de los trabajadores con la pasividad es inclinarse ante las botas militares…Contra la dictadura no hay más que una fuerza hoy en el país: el proletariado.”

Cuando se produjo el golpe de Estado del 6 de septiembre de 1930 ”las organizaciones obreras, en general, no estaban ni en pro ni en contra de la misma…si bien es cierto que algunos sindicalistas lo apoyaban (al gobierno de Yrigoyen) la mayoría de los miembros de ese movimiento y los socialistas no veían una diferencia notable entre el gobierno radical yrigoyenista y el de los conservadores”. La mayor parte de los trabajadores no había estado de acuerdo con la política de Yrigoyen pero no querían participar del gobierno militar y los sindicatos trataron de defender sus organizaciones de posibles represiones declarando su carácter no político.” Julio Godio se pregunta cómo fue posible que el movimiento obrero no hubiera podido advertir la diferencia sustancial que había entre el radicalismo yrigoyenista y el bloque derechista cívico-militar y caer por tanto en una actitud pasiva ante el golpe de Estado y lo atribuye a la posición simplista de caracterizar al yrigoyenismo como “demagógico”, “capitalista”, “nacional-fascista”, etc.
El golpe de Estado, la inmediata ilegalización de la Federación Obrera Regional Argentina y otras medidas represoras precipitaron la fusión de las centrales sindicales Confederación Obrera Argentina y Unión Sindical Argentina que se venía gestionando desde tiempo atrás y en septiembre de 1930 constituyeron la Confederación General del Trabajo.

## El proyecto corporativo
Uriburu perseguía modificar la Constitución de 1853 mediante los procedimientos que ella misma preveía para que “los representantes del pueblo dejen de ser meramente representantes de comités políticos y ocupen las bancas del Congreso obreros, ganaderos, agricultores, profesionales, industriales, etc.”
Lugones proponía un poder legislativo integrado exclusivamente por corporaciones, con unas 35 comisiones de productores, una por cada rama, que prepararían los proyectos de ley. El contribuyente, esto es quien paga impuestos, sólo votaría dentro de su corporación. Lugones proponía también agregar dos poderes nuevos, el “universitario” y el “militar”.
Ya en 1928 Rodolfo Irazusta escribía en La Nueva República que la única “representación fiel” se daba cuando se trataba de hombres “de una misma condición social o profesional” y en marzo de 1931 ofreció un programa detallado basado en el sufragio censitario –hasta el nivel municipal- pues los gobernadores serían nombrados por el gobierno central. El poder fundamental residiría en un Senado-cuerpo que nombraría al Presidente de la Nación- en el cual además de los designados por las provincias se agregarían 5 generales, 2 almirantes, un senador por cada universidad, todos los arzobispos, el presidente de la Corte Suprema de Justicia y otros funcionarios.
Otros que escribieron sobre estos proyectos fueron Francisco Bedoya, Julio Meinvielle y Ernesto Palacio. Aunque “lugonistas” y “neorrepublicanos” justificaban la dictadura de Uriburu como paso provisorio previo hacia un nuevo régimen, había una diferencia en cuanto a quién debía quedar a cargo del Estado. Lugones y sus seguidores glorificaban la jerarquía, reservaban un papel fundamental a las fuerzas armadas y pensaban en un Jefe de Estado militar-carismático, pues, al decir de aquel, “la autoridad no es …un resultado deliberativo, sino una imposición de la superioridad personal” en tanto que los otros confiaban en que “la salvación de la patria” podría lograrse reduciendo la participación popular en el gobierno y dándole su conducción a una elite ideológica “escogida y diminuta” que pronto crecería y lograría que oportunamente fuera seguida por “la masa”. De los discursos de Uriburu resulta su fuerte adhesión a la posición lugoniana.
Uriburu juró respetar la Constitución Nacional y la Ley Sáenz Peña, y en su discurso invitó a la población a corregir los "abusos" del yrigoyenismo a través de las urnas. Pero ese discurso se debía al apoyo que había necesitado del sector "liberal" dirigido por Justo y Sarobe. Con el paso de los días, volvió a sus ideales corporativistas en sus discursos y en el nombramiento de autoridades. Aspiraba a reemplazar la Constitución y el sistema democrático por otro, completamente distinto, en que no fuera el voto individual el que decidiera el rumbo político, sino la opinión de corporaciones, en particular las corporaciones patronales y las asociaciones profesionales, entre las cuales los sindicatos eran un actor menor, y que además debía ser sometido a una limpieza ideológica. 
Entre los ideólogos nacionalistas, Uriburu prefería a Carlos Ibarguren, su primo, militante y admirador de la derecha española, que era además un brillante escritor. En cambio desdeñaba a quien hasta entonces había sido el líder de los nacionalistas, Juan Carulla, que prefería seguir las ideas de Benito Mussolini o de Charles Maurras.
La reforma auspiciada por los nacionalistas tenía características no totalmente delineadas. Estaba claro que un elemento básico era un total distanciamiento respecto de la democracia de sufragio universal y presuponía una remodelación drástica de las reglas de juego político antes de cualquier elección.
Los discursos mencionaban continuamente la necesidad de restaurar el orden, la propiedad y las jerarquías. Sin embargo, a diferencia de los fascismos europeos, la derecha argentina consideraba que la clave del sistema político propuesto era el Ejército, y no organizaciones paramilitares.
Uriburu propuso la fundación de un Partido Nacional, al que deberían adherirse los demás partidos, aunque estaban excluidos el radicalismo yrigoyenista y posiblemente el Partido Socialista. La invitación fue rechazada por todos, salvo algunos grupos conservadores. Uriburu se había adelantado a convocar a elecciones para gobernador de Buenos Aires, confiando en presentar una candidatura única del Partido Nacional frente a los radicales; cuando su proyecto fracasó, no pudo retractarse.

## Política económica y laboral
La caída de la actividad económica producida en 1930 hizo que muchos empresarios comenzaran a despedir trabajadores. La CGT en su declaración de principios del 27 de septiembre de 1930 declaró su prescindencia política y pudo así concentrarse en la defensa de la clase obrera, requiriendo al gobierno militar que promueva el empleo mediante inversiones públicas, sancione nuevas leyes protectoras y aplique las existentes.
El gobierno designó al frente del Departamento Nacional del Trabajo a Eduardo F. Maglione, quien al mismo tiempo que trata de frenar las medidas de los empresarios contra los sindicatos alienta la creación de corporaciones que sean integradas por industria por corporaciones patronales y de trabajadores. En pro de estos objetivos intervino en la fiscalización del cumplimiento de las leyes laborales, en especial la referida a la jornada de trabajo y al descanso dominical en la Capital Federal, que era la jurisdicción en la que tenía el poder de policía en materia laboral. Además convocó para marzo de 1931 a un Congreso nacional de Departamentos de Trabajo de la Nación y de las provincias.
Como consecuencia de las elecciones de abril de 1931 Maglione fue reemplazado en mayo de ese año por el teniente coronel Carlos Güiraldes, un miembro de la Legión Cívica Argentina que se concentró en la represión sindical y el proyecto corporativo –al que la CGT se había opuesto- fue abandonado.
Por otra parte, el gobierno tomó algunas medidas de protección de la industria local estableciendo impuestos a la importación de productos textiles, zapatos, yerba, azúcar, entre otros, que motivó la crítica tanto de la CGT como del Partido Socialista que tenían tradicionalmente una posición librecambista y el elogio de la Unión Industrial Argentina. La Unión Ferroviaria alegaba desde el punto de vista obrero que al limitarse la importación de yerba no se favorecía a los trabajadores ocupados en el país en esa industria pero sí a los pocos comerciantes que tenían el privilegio de importarla y comercializarla, y en cuanto al calzado, denunciaba que la protección sólo había aumentado las ganancias de los patrones.
Otra medida gubernamental fue la de dar preferencia a la contratación de ciudadanos argentinos para trabajar en la construcción de caminos a Córdoba y Bahía Blanca, obligar a los obreros y empleados de ferrocarriles a adquirir carta de ciudadanía y. restringir la llegada de inmigrantes de ultramar. Buscando la nivelación del presupuesto del Estado se aplicaron despidos de empleados públicos y reducciones de sus remuneraciones, la implementación de nuevos impuestos al tabaco, fósforo, nafta y réditos y el aumento de las tarifas postales y telegráficas. El primer censo de desocupados arrojó como resultado 333 997 desempleados en todo el país, de los cuales 87 223 eran en Capital Federal.

## Otros aspectos del gobierno
Decretó el estado de sitio y la ley marcial. Reprimió a integrantes de los sectores que evidenciaron más resistencia: dirigentes de la Federación Universitaria Argentina, radicales yrigoyenistas, comunistas y anarquistas. Varios cientos de individuos fueron expulsados del país conforme la Ley de Residencia, miles de personas pertenecientes a esos grupos fueron detenidos y torturados, para lo cual estableció un régimen represivo que incluyó por primera vez la utilización sistemática de la tortura contra los opositores políticos, mediante la Sección de Orden Político de la Policía de la Capital, al mando de Leopoldo Lugones (hijo). También ejecutó clandestinamente ―o tras parodias de juicio sumarísimo― a militantes del anarquismo “expropiador”, entre ellos Severino Di Giovanni, Gregorio Galeano, José Gatti, Joaquín Penina, Paulino Scarfó y Jorge Tamayo Gavilán.
Encarceló a varios dirigentes políticos ―entre ellos al expresidente Hipólito Yrigoyen―, impuso censura a los diarios, intervino las universidades anulando el régimen de autonomía y cogobierno establecido desde la Reforma Universitaria de 1918. Una vez producido el golpe, la flamante Confederación General del Trabajo y el Partido Socialista adoptaron actitudes de complacencia frente al régimen militar. La prioridad de la primera era defender el ámbito de legalidad sindical y obtener medidas que paliaran los efectos de la crisis económica sobre los trabajadores y la del segundo, lograr el pronto retorno al régimen constitucional.
En marzo de 1931, Uriburu recibió a Eduardo de Windsor, príncipe de Gales y heredero al trono británico, con quién visitó Campo de Mayo, el Hipódromo Nacional, el balneario de Mar del Plata, para inaugurar la Exposición Británica de Artes e Industrias en el predio de La Rural.
En el plano económico, tuvo la influencia de la Gran Depresión, como consecuencia de esta hubo una gran disminución de los ingresos, la caída del consumo, el crecimiento de la desocupación. En cuanto al plano político; Uriburu intentó un modelo altamente represivo, con ley marcial y tribunales militares para juzgar a civiles que se opusieran al gobierno de facto. Su idea era instalar un régimen corporativo al estilo del fascista italiano Benito Mussolini.

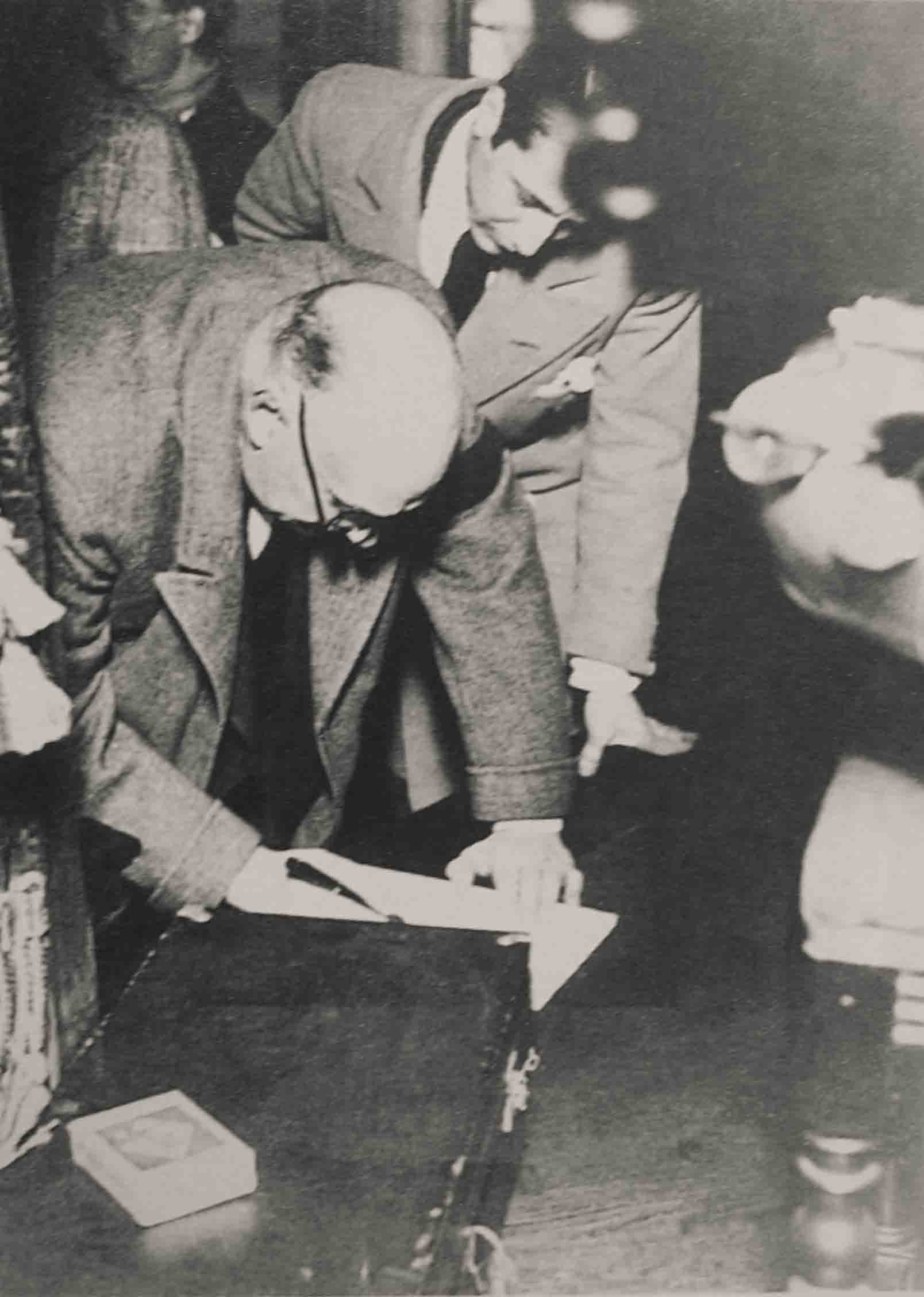
Alvear redactando el manifiesto antes del exilio del 1931.

## Salida electoral

### Elecciones del 5 de abril
Al advertir que la mayor parte de las fuerzas políticas que habían apoyado el golpe de Estado coincidían –pese a su heterogeneidad- en el rechazo a su proyecto corporativo y que, además,  carecía de sostén en una porción mayoritaria de los oficiales de las fuerzas armadas, Uriburu buscó una salida electoral con un plan diseñado por Sánchez Sorondo. Su idea era hacer elecciones provinciales escalonadas presuponiendo que sus resultados le serían favorables y constituirían una suerte de plebiscito que le permitiría imponer la reforma constitucional con su proyecto corporativo.
A principios de 1931 llamó a elecciones en la provincia de Buenos Aires, que se realizaron el 5 de abril. El radicalismo se encontraba desorganizado y dividido. A mediados de marzo se logró constituir la Convención Provincial. Fernando Saguier, Roberto Marcelino Ortiz, Vicente Gallo, Carlos Noel y Jose P. Tamborini telefonearon a París para avisar a Alvear que propiciarían su nombre en la Convención Provincial. Pero los delegados terminaron eligiendo como candidatos a Honorio Pueyrredón y Mario Guido.
En las elecciones del 5 de abril los candidatos radicales obtuvieron 218 783 votos, los conservadores 187 734 y los socialistas 41 573, si bien al no tener mayoría absoluta en el Colegio Electoral provincial que elegía al gobernador debían negociar con los socialistas para ser elegidos en el cargo.

### Crisis en el gobierno
El resultado electoral ocasionó una crisis de gabinete; Octavio Sergio Pico pasó al Ministerio del Interior en reemplazo de Sánchez Sorondo que renunció, Enrique Uriburu fue nombrado en el Ministerio de Hacienda, Guillermo Rothe en el de Justicia e Instrucción Pública, David Arias en Agricultura, Pablo Calatayud en Obras Públicas y Carlos G. Daireaux en Marina. De inmediato, el 17 de abril, Pico convocó a los representantes de todos los partidos, menos a los radicales yrigoyenistas para buscar una coalición que impida el regreso al poder de los “personalistas”. La propuesta estaba claramente dirigida a favorecer como candidato de la coalición al general Justo, quien previsoramente –y para alejar su figura de un gobierno en declinación- había renunciado a su cargo de comandante en jefe del ejército el 25 de septiembre de 1930 y pedido que se investigara las acusaciones de malversación que le habían sido formuladas.

### Llamado a elecciones generales
El 11 de abril de 1931 Marcelo Torcuato de Alvear se embarcó rumbo a Buenos Aires, adonde llegó el día 25 recibido en el puerto por unas 6000 personas entre las cuales estaban el general Agustín Justo y un edecán representando al presidente de facto José Félix Uriburu. Alvear comenzó las gestiones para unificar el radicalismo en torno a su figura a pesar del pedido de Justo y Uriburu para que apoye sus planes políticos. En un primer momento Alvear intento un acercamiento al gobierno de cara a una salida electoral -Alvear y Uriburu eran amigos de la época de las revoluciones radicales a fines del siglo XIX- pero Uriburu le dijo al dirigente radical que podría volver a acceder a la presidencia, siempre y cuando le garantice que en su lista no hubiese yrigoyenistas, Alvear rechazó la propuesta. El 4 de mayo el interventor federal en la Provincia de Buenos Aires, Carlos Meyer Pellegrini es sustituido por Mariano Vedia (hijo) con el cargo de “delegado” y el 12 de mayo es a su vez reemplazado por Manuel Ramón Alvarado como interventor federal. En el ínterin, el 8 de mayo Uriburu suspendió el llamado al colegio electoral provincial y convocó a elecciones para el Congreso Nacional para el 8 de noviembre. 
El 16 de mayo de 1931 apareció el “manifiesto del City” en donde se convocaba al radicalismo de todo el país a la reorganización «dignamente fortificada en la adversidad». El 28 del mismo mes se organizó la Junta del City integrada por Alvear, Adolfo Güemes, Enrique Mosca, Julio Borda y Obdulio Siri para sustituir al Comité Nacional prácticamente disuelto tras el golpe de Estado. Mientras Hipólito Yrigoyen seguía preso, los radicales reabrieron los comités. El 5 de junio el gobierno levantó la vigencia de la Ley Marcial.
El 20 de julio de 1931 estalló una revolución en la provincia de Corrientes, dirigida por el teniente coronel Gregorio Pomar; aunque fue rápidamente reprimida, dio a Uriburu la excusa que buscaba: clausuró todos los locales de la UCR, arrestó a docenas de dirigentes y el 25 de julio hace saber que el partido radical no puede presentar listas de candidatos y expulsa del país a los principales dirigentes del radicalismo reorganizado: Alvear, Tamborini, Pueyrredón y Noel. Además suspendió las elecciones de gobernadores planeadas para las provincias de Córdoba y Santa Fe. A las 10 de la noche del 28 de julio de 1931 el expresidente Alvear se embarcó al exilio, después de haber elaborado el día anterior un manifiesto que tuvo que difundir clandestinamente, al haberse prohibido por parte de la dictadura su publicación. En una parte decía:

«Contemplo desde lejos, en el barco que me aleja, la ciudad natal en donde se levantan las estatuas de mis antepasados. Me consideraba con derecho al respeto de todas las clases sociales, porque supe gobernarlas con legalidad, orden y prudencia. Me apartan de su seno manos crispadas».
Alvear, 1931.

El 31 de julio de 1931 las fuerzas conservadoras constituyen el Partido Demócrata Nacional. El 5 de agosto Alvear publicó un violento manifiesto –fechado el 28 de julio- que aparece en todos los diarios juntamente con una réplica de Uriburu. Alvear denuncia a la “grosera dictadura” por las torturas a los presos políticos, la anulación y suspensión de comicios y la acusa de haber corrompido al Ejército. Rouquié afirma que el general Justo aprovecha esta polémica para hacer uso de su pasado de ministro de un gobierno radical para presentarse ante las clases medias civil y militar no como el candidato de los conservadores sino como representante de un radicalismo “respetable y de buena sociedad”. El 1 de agosto de 1931 un grupo de radicales antipersonalistas encabezada por Eduardo Laurencena lanza la fórmula presidencial Justo-Laurencena y el 28 de agosto el gobierno amplió la convocatoria a elecciones para el 8 de noviembre incluyendo también los cargos de Presidente y Vicepresidente de la Nación. 
Entre el 10 y el 11 de septiembre la convención radical antipersonalista aprobó la fórmula Justo-Laurencena pero ante la renuncia de este último lo reemplaza como candidato José Nicolás Matienzo. Por su parte el Partido Demócrata Nacional y el Partido Socialista Independiente proclaman las candidaturas de Justo y de Julio Argentino Pascual Roca dando nacimiento a la llamada Concordancia. Justo concurría así en dos boletas diferentes, una acompañado por Matienzo y otra por Roca.
El 12 de septiembre de 1931 se proclamó la fórmula Lisandro de la Torre-Nicolás Repetto conformándose la Alianza Demócrata-Socialista.
Ante la ausencia de Alvear y de Güemes (que era el vicepresidente y había pasado a la clandestinidad para no ser detenido), Vicente Gallo asumió la conducción del partido. Al poco tiempo reapareció Güemes, pero Gallo se negó a dejar su cargo. Tras este episodio renunció casi la totalidad de la Mesa Directiva de la junta, por lo que el cuerpo decidió conferir funciones ejecutivas a Güemes, Gallo, Saguier, Juan O'Farrel, Mosca, Aramburu, Borda y Noel. La candidatura de Alvear con Güemes cobraba aceptación, pero trascendió que Alvear no aceptaría tal candidatura antes de que estuviese reunida la Convención Nacional. Finalmente el 25 de septiembre se reunió la Convención Nacional y se reconstituyó el Comité Nacional. Se eligió como presidente a Alvear y Saguier renunció a sus pretensiones para dejarle la candidatura libre a Güemes. La Convención Nacional presidida por Benjamín Zorrilla aprobó esa plataforma electoral, y así se procedió a la votación, resultando victoriosa la fórmula Alvear-Güemes. En una comunicación telefónica a Río de Janeiro, Alvear decidió renunciar a la candidatura por dos motivos: porque existía la posibilidad de que su candidatura fuera anulada por no haber pasado un periodo presidencial luego de la propia presidencia de Alvear y porque creía que se tenía que producir una renovación en las figuras políticas. Ante la insistencia de los radicales que suponían que era el único hombre que podría forjar la unión del partido,  Alvear aceptó la candidatura y el 8 de octubre Alvear viajó a Montevideo. Cuatro días después se reunió la Convención Nacional, y se leyó la renuncia de Alvear y Güemes. Dos días después la Convención Nacional rechazó las renuncias, declaró «carente de valor legal» la anulación de las elecciones del 5 de abril de 1931 y facultó a la Mesa Directiva del Comité para no concurrir a las elecciones del 8 de noviembre de 1931, en el caso de que siguieran las medidas de hostilidad hacia el radicalismo.
El 6 de octubre el gobierno inhabilitó las candidaturas de Alvear y Güemes por su relación con el régimen yrigoyenista. El 8 de octubre anuló los comicios del 5 de abril en la Provincia de Buenos Aires. El 27 de octubre la UCR resuelve su abstención absoluta y el 29 de octubre la Junta Electoral rechazó el pedido de oficialización de la fórmula que había pedido la UCR el día 23, alegando que carecía de jurisdicción para ello.
El 8 de noviembre se realizan las elecciones en las cuales ganó la Concordancia con 607.765 votos que representaban el 43.26% de los votos y le otorgaron 237 electores que configuraban mayoría en el Colegio Electoral y votaron por Justo-Roca, quienes asumieron sus cargos el 20 de febrero de 1932. Sánchez Sorondo en una nota publicada en 1958 consideró que la anulación de los comicios del 5 de abril de 1931 y la prohibición posterior de presentar candidatos al radicalismo constituyeron graves errores institucionales y quitaron legitimidad a la elección de Agustín P. Justo.